# Sherlock (minialbum Shinee)
Sherlock – czwarty minialbum południowokoreańskiej grupy SHINee, wydany na płycie CD 21 marca 2012 roku w Korei Południowej, ale album został udostępniony do kupienia online na całym świecie 19 marca 2012 roku. Według statystyk opublikowanych przez Gaon Chart, czwarty minialbum grupy SHINee Sherlock sprzedał się w ilości 135 370 egzemplarzy w marcu, ustanawiając rekord dla większości albumów sprzedanych w marcu 2012 roku. Tytułowa piosenka „Sherlock (Clue + Note)” znalazła się na szczytach wielu list przebojów. 27 marca 2012 roku Sherlock zajął 10. pozycję na liście Billboard Weekly Heatseekers Albums i 5. na Billboard World Albums. Pod koniec roku Sherlock uplasował się na 4. miejscu listy Hanteo's Top 50 Chart roku 2012.

## Tło
W skład minialbumu wchodzi siedem utworów. Główny singel i piosenka tytułowa Sherlock (Clue + Note) jest remiksem dwóch piosenek Clue i Note również zawartych na płycie. Układ choreograficzny w teledysku Sherlock został opracowany przez Tony'ego Testa, który wcześniej pracował dla Kylie Minogue.
Jonghyun i Minho są autorami słów dwóch utworów z płyty. Always At That Place (Honesty) jest wyrazem wdzięczności za oddanie i wsparcie fanów, a słowa Alarm Clock wyrażają pragnienie przebudzenia się z koszmaru zakończonego związku z przeszłości. Minialbum zawiera także Stranger – główną piosenkę przewodnią dramy produkcji koreańsko-chińsko-japońskiej, Strangers6. Utwór ten został wydany w języku japońskim jako bonus na debiutanckim albumie japońskim THE FIRST.

## Promocja i odbiór
Osiemnaście miesięcy po wydaniu albumu Hello, SHINee powrócili z zapowiedzią swojego czwartego minialbumu, Sherlock. SM Entertainment stwierdziło, że comeback będzie "na światowej klasy poziomie z najlepszej jakości muzyką, występami i stylem". 18 marca 2012 roku zwiastun teledysku Sherlock został zamieszczony na kanale SM Entertainment w serwisie YouTube.
9 marca 2012 roku została wydana online cyfrowa wersja albumu Sherlock przez różne internetowe sklepy muzyczne, takie jak koreańskie portale muzyczne oraz iTunes. Po wydaniu płyty, tytułowa piosenka Sherlock osiągnęła pierwsze miejsce na różnych listach przebojów. SHINee również przyciągnęli uwagę światowych list przebojów, m.in. w Stanach Zjednoczonych, Kanadzie, Wielkiej Brytanii i Francji.
Minialbum ukazał się na płycie 21 marca 2012 roku w Korei Południowej, a dzień później na oficjalnym kanale wytwórni w serwisie YouTube ukazał się teledysk utworu tytułowego. Z końcem grudnia 2017 album sprzedał się w liczbie 204 459 egzemplarzy.

## Lista utworów
| CD | CD                                                            | CD                  | CD                                                              | CD      |
| Nr | Tytuł utworu                                                  | Tekst               | Muzyka                                                          | Długość |
| -- | ------------------------------------------------------------- | ------------------- | --------------------------------------------------------------- | ------- |
| 1. | „Sherlock (Clue + Note)” (kor. Sherlock•셜록 (Clue + Note))   | Jo Yoon-gyung       | Rocky Morris, Thomas Eriksen, Thomas Troelsen, Rufio Sandilands | 3:57    |
| 2. | „Clue”                                                        | Jo Yoon-gyung       | Thomas Eriksen, Thomas Troelsen                                 | 3:37    |
| 3. | „Note”                                                        | Jo Yoon-gyung       | Rocky Morris, Thomas Troelsen, Rufio Sandilands                 | 2:46    |
| 4. | „Alarm Clock” (kor. 알람시계)                                 | Jonghyun, Minho     | Niara Arain Scarlett, Philippe-Marc Anquetil                    | 3:59    |
| 5. | „The Reason”                                                  | Kwak So-young       | Shim Eun-ji (kompozycja) Yoon Han-jin (aranżacja)               | 4:17    |
| 6. | „Stranger” (kor. 낯선자)                                      | Kim Jung-bae, Minho | Kenzie                                                          | 3:13    |
| 7. | „Always At That Place (Honesty)” (kor. 늘 그자리에 (Honesty)) | Jonghyun, Minho     | Brandon Fraley                                                  | 3:52    |

## Notowania
| Kraj              | Lista                            | Najwyższa pozycja |
| ----------------- | -------------------------------- | ----------------- |
| Korea Południowa  | Gaon Weekly Album Chart          | 1                 |
| Korea Południowa  | Gaon Weekly Domestic Album Chart | 1                 |
| Korea Południowa  | Gaon Digital Chart               | 1                 |
| Korea Południowa  | Gaon Monthly Album Chart         | 1                 |
| Korea Południowa  | Gaon Yearly Album Chart          | 5                 |
| Korea Południowa  | K-Pop Billboard Weekly Singles   | 3                 |
| Korea Południowa  | Hanteo Real Time Chart           | 1                 |
| Korea Południowa  | Hanteo Daily Chart               | 1                 |
| Korea Południowa  | Hanteo Weekly Chart              | 1                 |
| Korea Południowa  | Hanteo Monthly Chart             | 1                 |
| Japonia           | Oricon Albums Chart              | 13                |
| Japonia           | iTunes Album Chart               | 1                 |
| Tajwan            | Channel V Thailand Asian Chart   | 1                 |
| Tajwan            | G-Music Asia Chart               | 1                 |
| Tajwan            | G-Music Combo Chart              | 3                 |
| Filipiny          | Astrovision Weekly album chart   | 4                 |
| Filipiny          | Odyssey Weekly album chart       | 9                 |
| Stany Zjednoczone | Billboard World Albums           | 5                 |
| Stany Zjednoczone | Billboard Heatseekers            | 10                |
| Stany Zjednoczone | iTunes Album Chart               | 8                 |
| Kanada            | iTunes Album Chart               | 10                |
| Meksyk            | iTunes Album Chart               | 8                 |
| Chile             | iTunes Album Chart               | 12                |

| Sherlock (Clue + Note) | 1 | 3 | 2 |

| Note        | 18 | 49 |
| Alarm Clock | 23 | 51 |
| Clue        | 24 | 53 |
| Honesty     | 26 | 55 |
| Stranger    | 27 | 63 |
| The Reason  | 31 | 66 |

## Sprzedaż
| Lista           | Ilość                  |
| --------------- | ---------------------- |
| Gaon (płyty CD) | 200 164 (stan na 2016) |
| Oricon          | 23 680                 |